# Allerheiligen (Vöhrenbach-Urach)
Allerheiligen ist die katholische Pfarrkirche des Vöhrenbacher Stadtteils Urach. Mit St. Martin in Vöhrenbach und St. Johann in Hammereisenbach-Bregenbach bildet sie die Seelsorgeeinheit Vöhrenbach im Schwarzwald-Baar-Kreis.

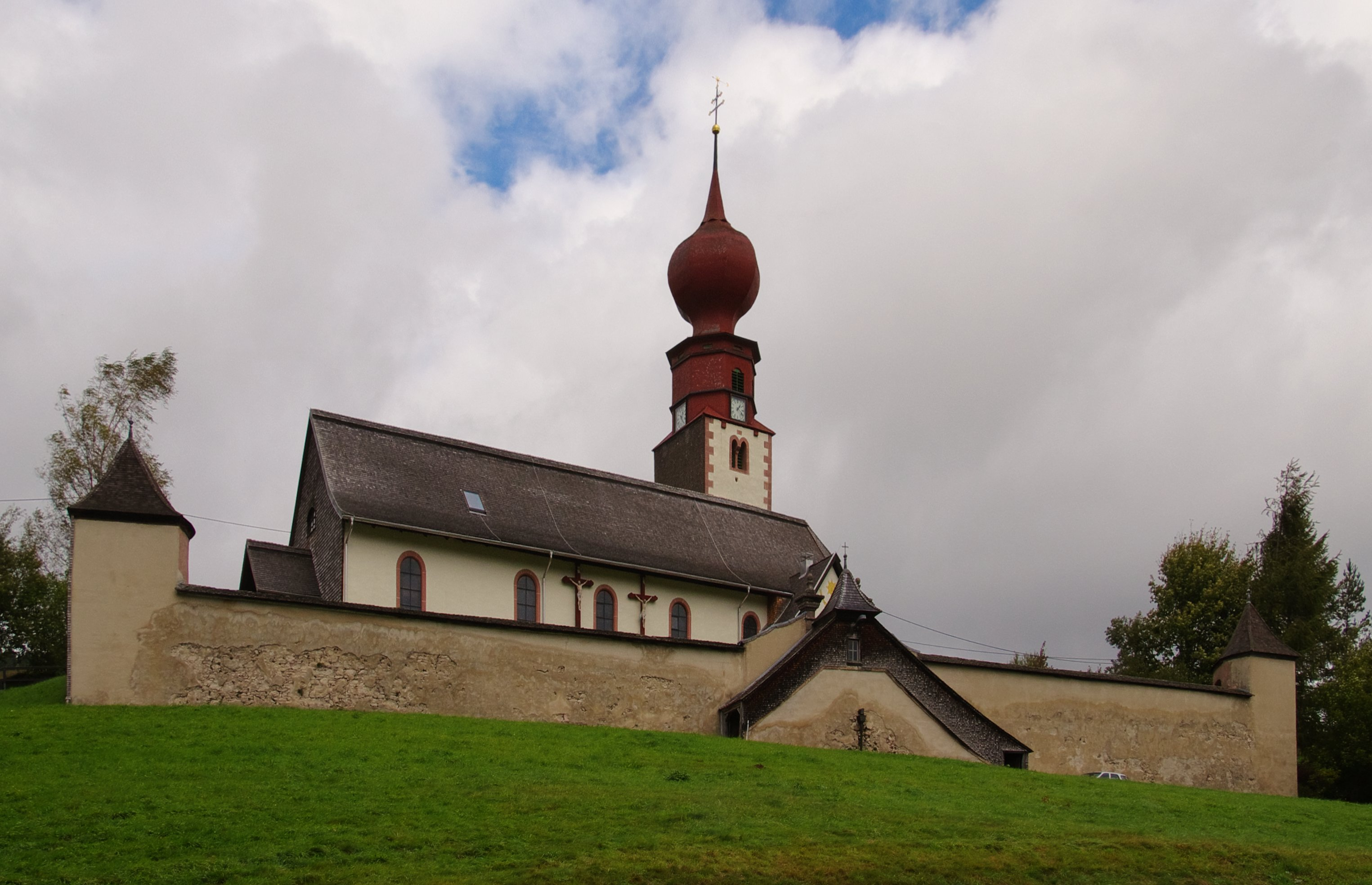
Die Allerheiligen-Kirche von Südwest

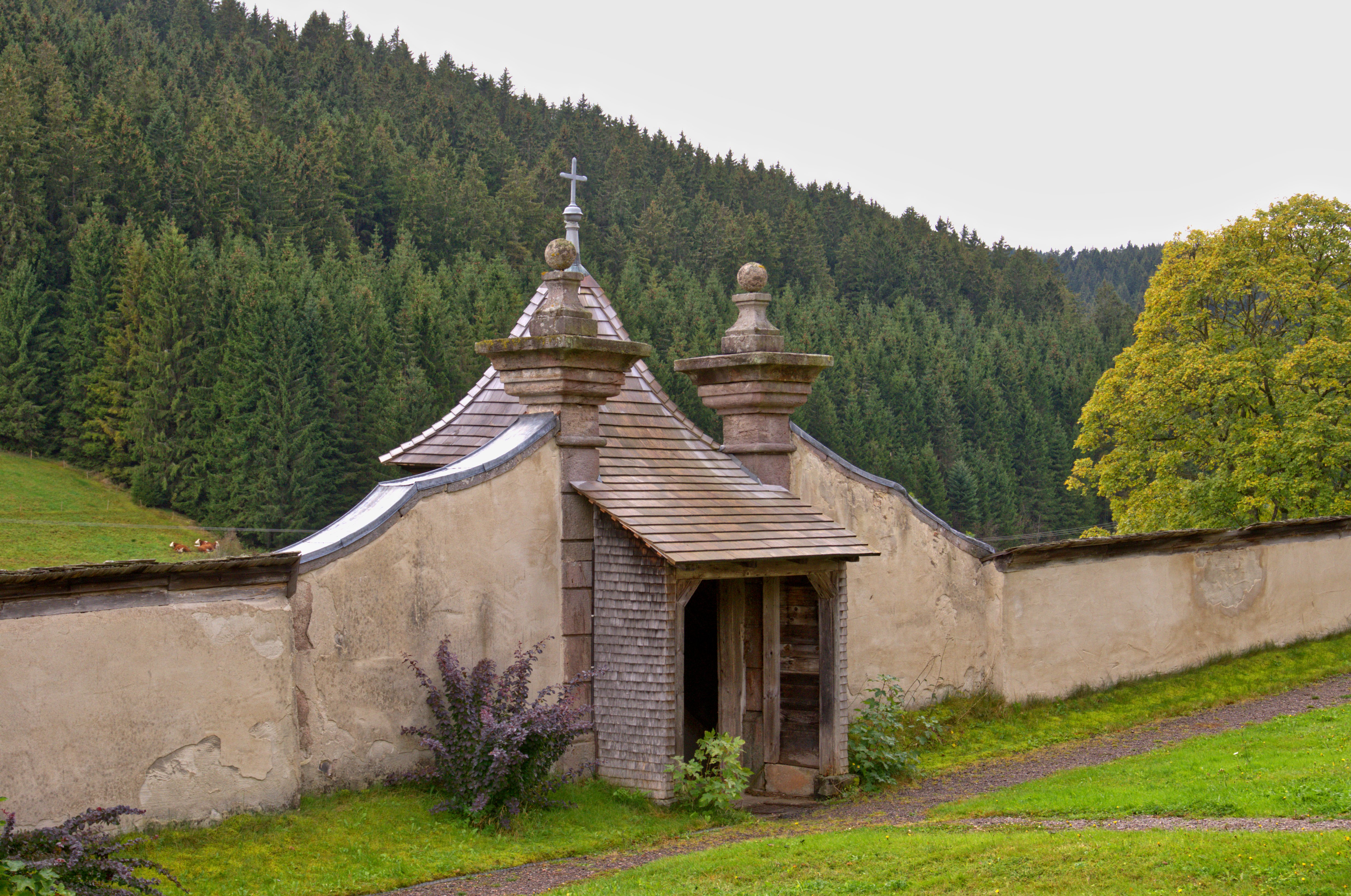
Friedhofsmauer mit oberem Zugang zur Treppe

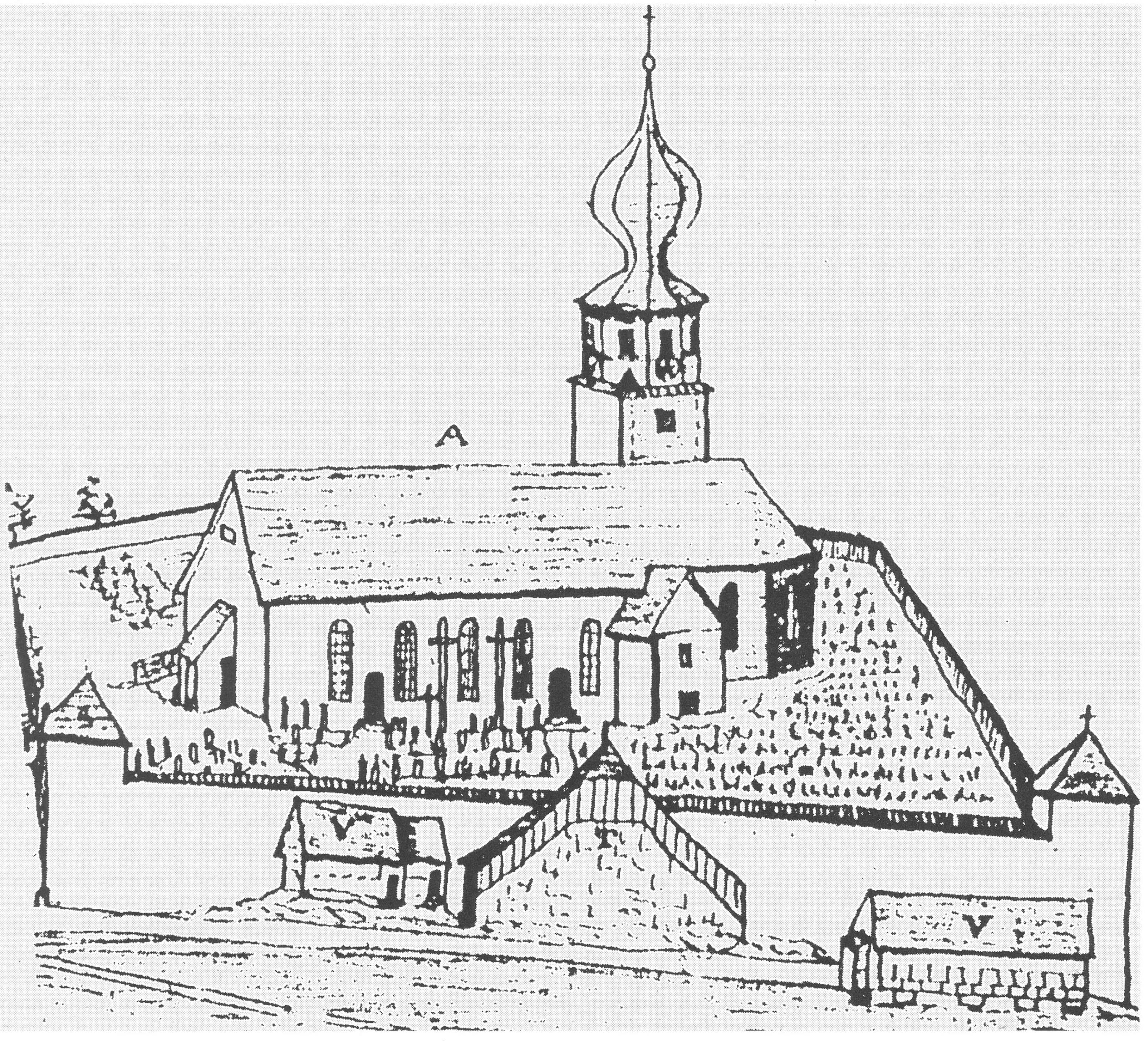
Kirche mit (V) Krämerläden nach Pfarrer Wilhelm Gustenhoffer (1866–1872)

## Geschichte
Die Besiedelung des Tals der Urach, eines Zuflusses der Breg, wurde durch die Zähringer Herzöge vor allem seit Konrad I., Herzog von 1122 bis 1152, gefördert. Sie sicherten so die Straßenverbindung zwischen ihren Städten Freiburg im Breisgau und Villingen. Sie gründeten auch die Pfarrei, die wie der Ort selbst 1275 im Liber decimationis als „ura in decanatu Phoerron“, „Urach im Dekanat Pfohren“, erstmals erwähnt ist. Zunächst waren die Zähringer die Patronatsherren, nach ihnen die sie 1218 beerbenden Grafen und Fürsten zu Fürstenberg, bis Urach 1806 mit dem größten Teil von deren Territorium an das Großherzogtum Baden fiel.
Der älteste Teil der Kirche, der Turm in seinen unteren Geschossen, geht auf die Gründungszeit zurück, 1150–1200. Dazu passt das Allerheiligen-Patrozinium. Auch das Kloster Allerheiligen im Schwarzwald wurde damals gegründet. Der kreuzgratgewölbte Chor entstand wohl um 1500. Während des Dreißigjährigen Krieges und der Reunionskriege des 17. Jahrhunderts litt der Bau Schäden. Unter den Pfarrern Christian Deuber (Pfarrer 1708–1744) und Johann Martin Ketterer (Pfarrer 1744–1790) wurde er gründlich erneuert. Der Turm wurde erhöht und mit seiner Zwiebelhaube versehen; das Schiff wurde erweitert oder neu gebaut und erhielt die „bemalte, sehenswerte und seltene Tannenholzdecke“; die Friedhofsmauer erhielt ihre heutige Form mit Aufgang und Ecknischen. Außerdem wurden die Stuckdekorationen, die Wandmalereien, die Altäre und die Kanzel gefertigt; zu den Künstlern gehören, archivalisch gesichert, der Bildhauer Matthias Faller und der Maler Johann Pfunner (1716–1788); Faller schuf gemeinsam mit einem Schreiner die Altäre, die Kanzel, das Kreuz über dem Chorbogen und die verlorene Ölberggruppe (s. u.), Pfunner die Altargemälde. 1871, als es „von der Decke auf die hohen Strohzylinderhüte der Frauen“ tropfte, und dann wieder 1979 bis 1982 wurde die Kirche restauriert.

## Äußeres
Die Kirche liegt talaufwärts vom „Kirnerhof“ an einem Steilhang inmitten des ummauerten Friedhofs. Die talseitige Südmauer ist besonders mächtig und trug dazu bei, von einer „Wehrkirche“ zu sprechen – zu Unrecht, denn die Stärke der Mauer hat statische Gründe und die Kirche keine zur Verteidigung bestimmten Bauteile. Eine doppelläufige schmale, gedeckte Treppe durchbricht die Südmauer. An den zwei Ecken der Mauer enthielten Pavillons – jetzt verlorene – Figuren, eine Kreuzigung und eine Ölberggruppe.
Friedhofsmauer, Treppe, Pavillons, das Schiff mit seinen rundbogigen Fenstern, der in drei Seiten des Sechsecks schließende Chor, die Sakristei im Süden, die über einem kreuzgewölbten Beinhaus liegt, und der äußere Aufgang zur Kanzel im Norden sind mit Schindeln gedeckt. Der im Nordosten angebaute Turm besitzt im unteren, viereckigen Teil leicht zugespitzte Doppelfenster. Darauf ist das achteckige Glockengeschoss aufgesetzt, das von einer mächtigen Zwiebel, dem Wahrzeichen des Dorfs, bekrönt wird.

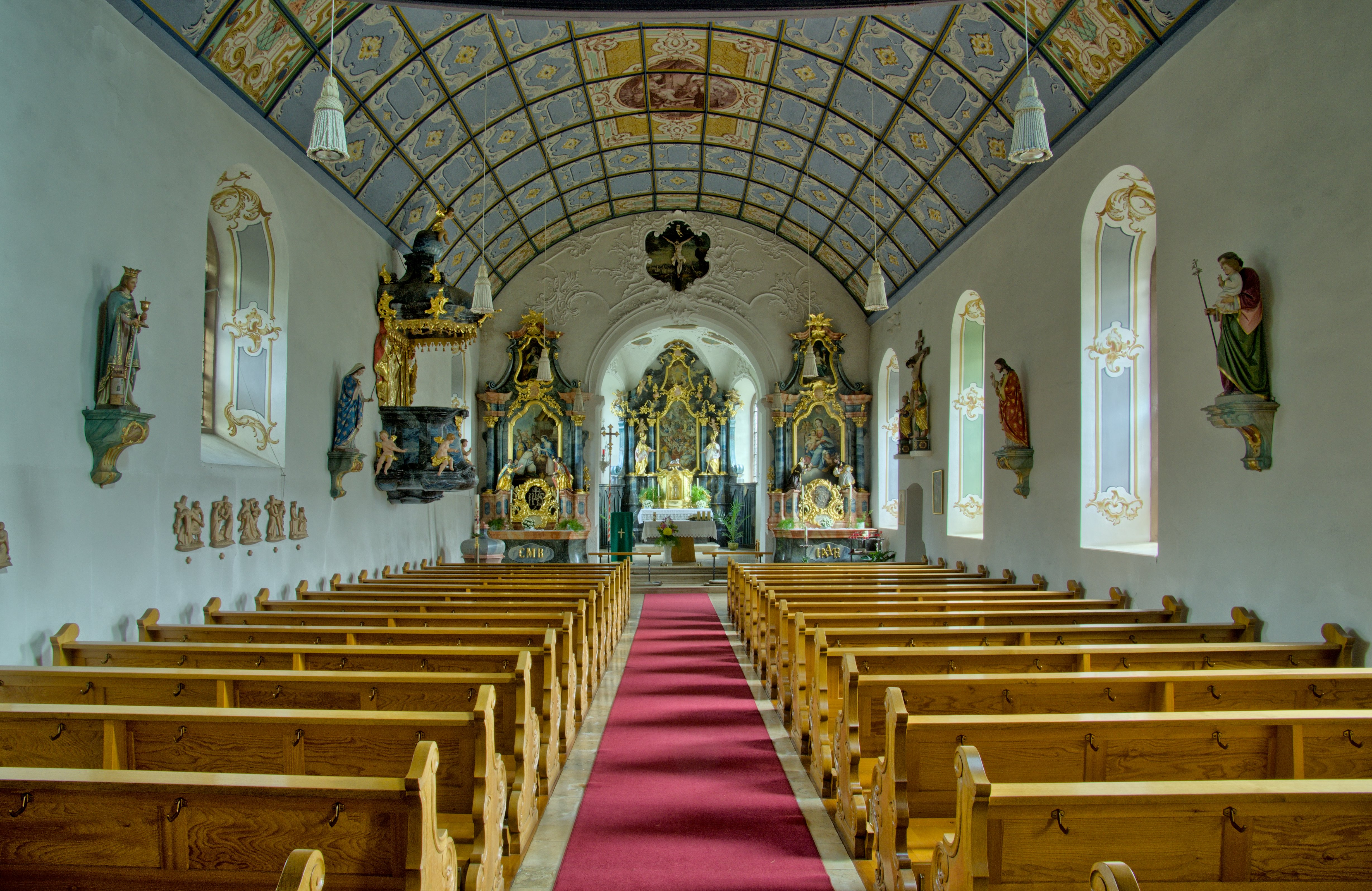
Inneres nach Osten
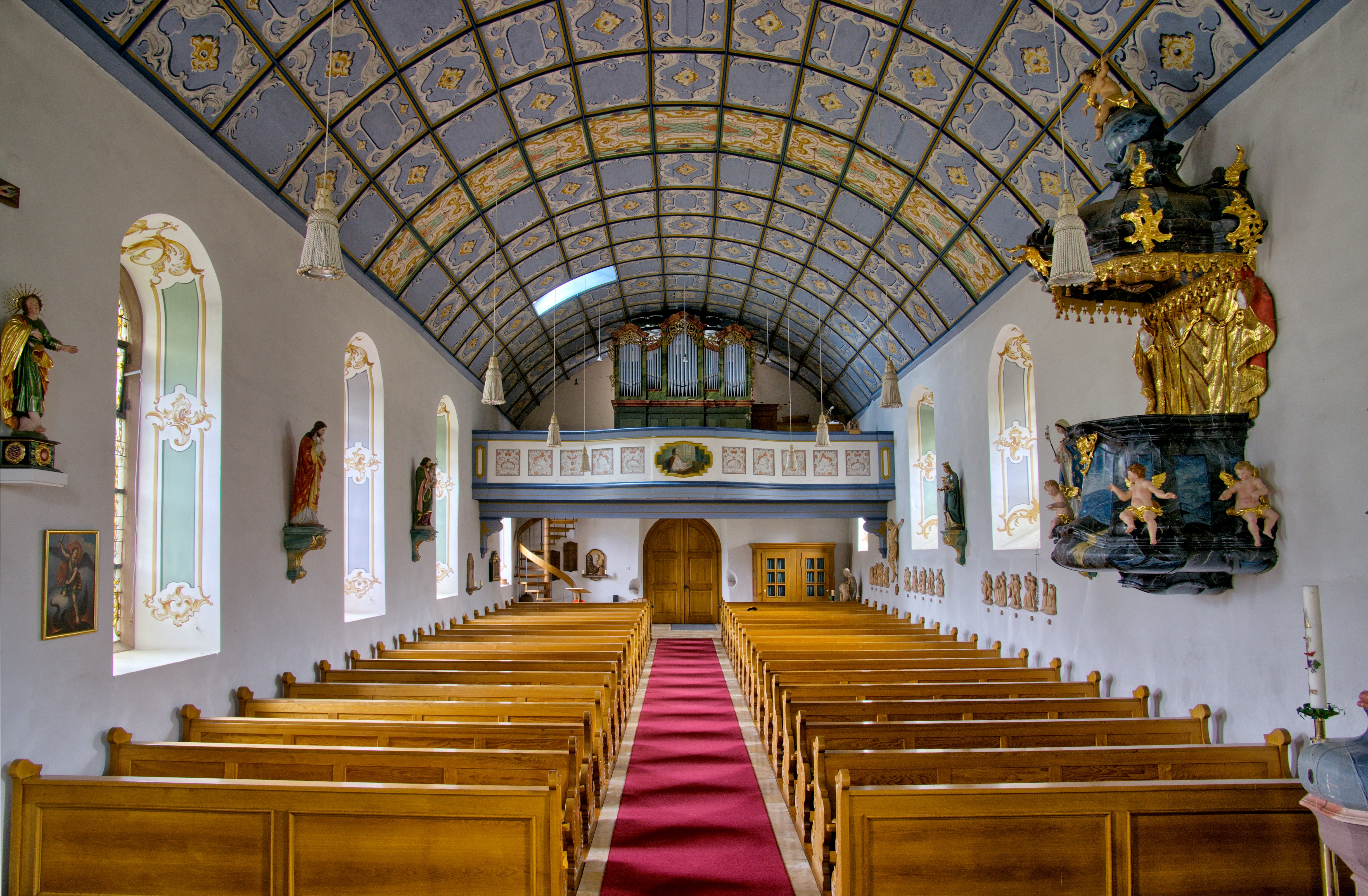
Inneres nach Westen
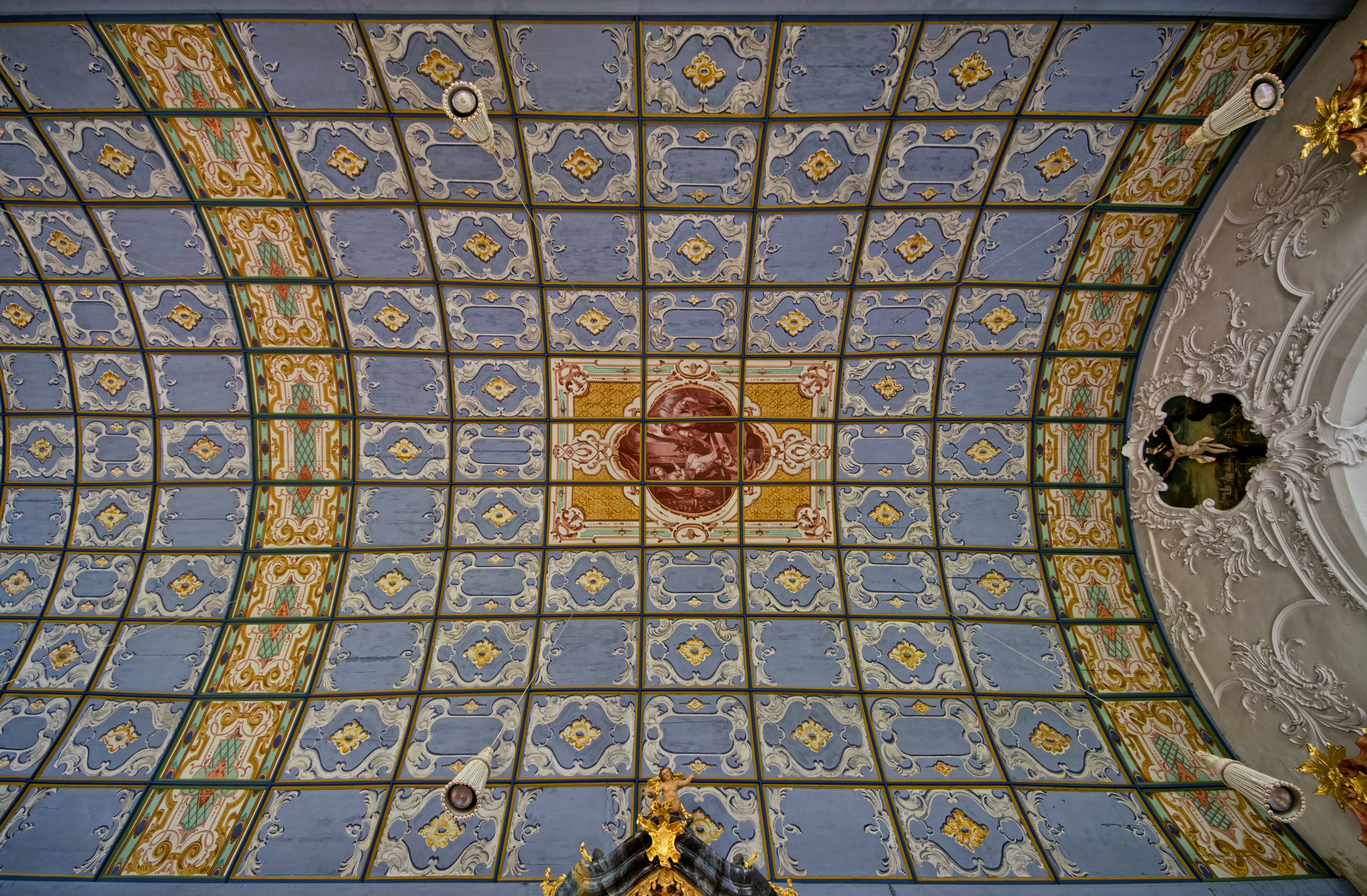
Tonnengewölbe
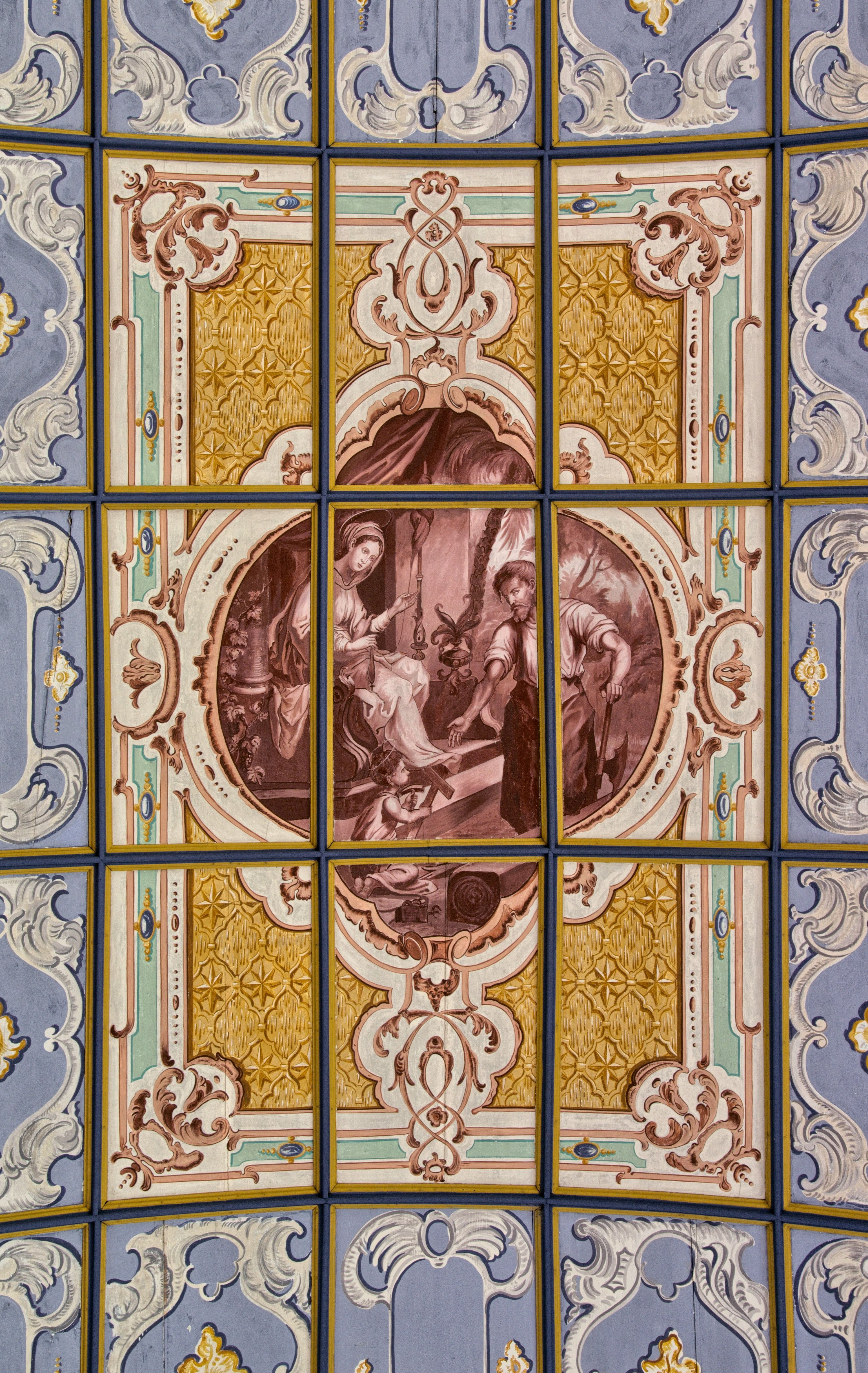
Heilige Familie
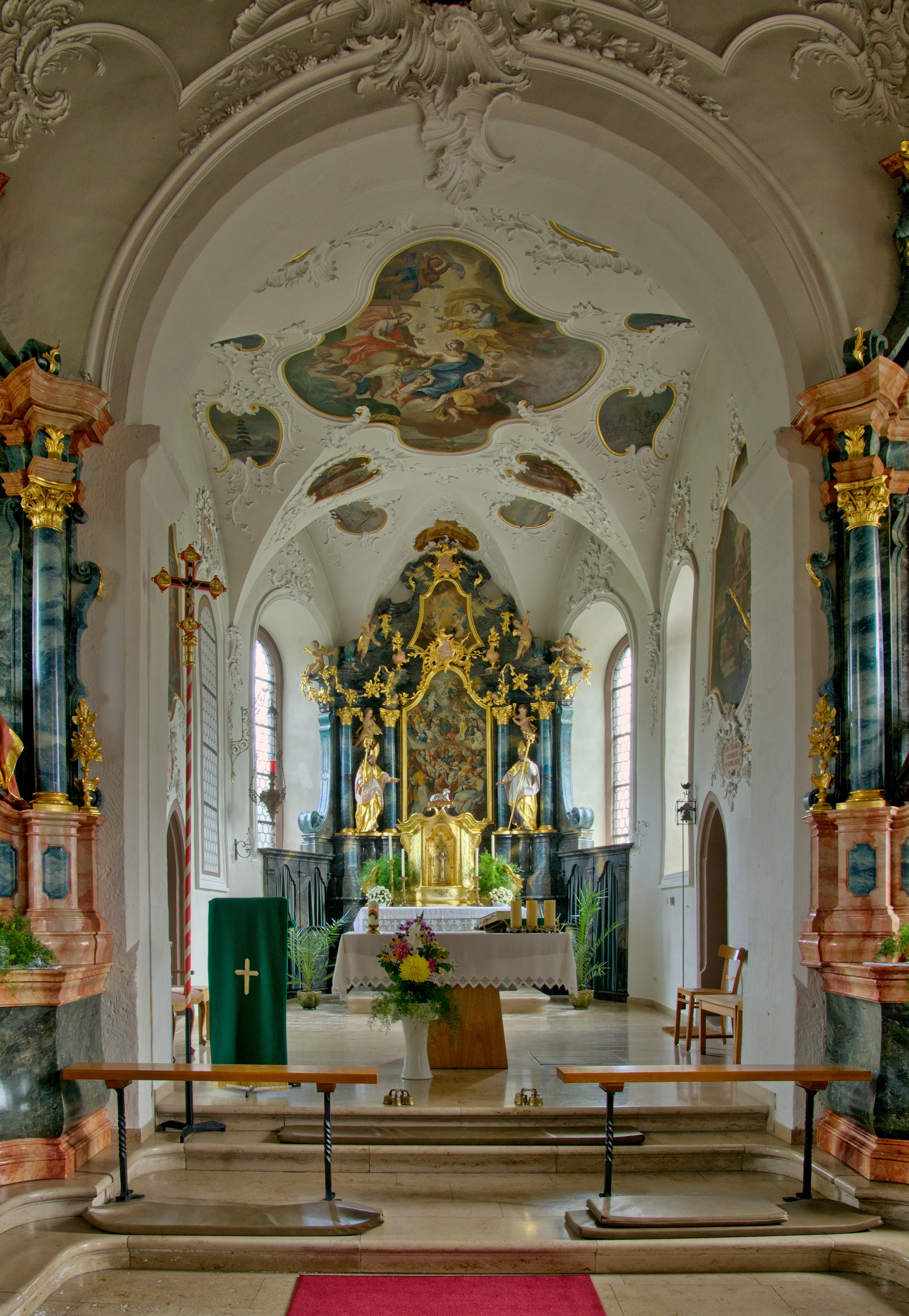
Chor

## Inneres
Das schlichte, um Wetterfestigkeit bemühte Äußere birgt eine reiche Ausstattung im Stil von Barock und Rokoko. Über das Schiff wölbt sich eine hölzerne, kassettierte Tonne, deren Felder auf blauem Grund weiße und goldene Ornamente tragen, unterbrochen durch Querbänder mit abweichendem Dekor und in der Mitte ein in Brauntönen gehaltenes Bild der Heiligen Familie. Stuck ziert den Chorbogen, und im Chor verbirgt der Stuck mit Kartuschen und Akanthus das Kreuzgewölbe und die Spitzbögen der Fenster. Spitzbogige Pförtchen führen links in den Turm und rechts in die Sakristei.
An den Seitenwänden des Chors erinnern nazarenisch anmutende Bilder des heiligen Wolfgang von Regensburg und des heiligen Johannes des Täufers an Nachbarpfarreien in Schollach und Bregenbach, die früher zu Allerheiligen in Urach gehörten. Links im Bild des Täufers ist die Bregenbacher Ruine Neu-Fürstenberg zu erkennen. Im Deckenfresko des Chors wird Maria in den Himmel aufgenommen; die Szene umgebend zeigen Grisaillen Mariensymbole aus der Lauretanischen Litanei. Als Künstler hat man Simon Göser erwogen.
Die Altäre und die Kanzel werden farblich, der Decke angeglichen, durch das Blaugrün der Architektur und das Gold der Verzierungen geprägt.
Der Hauptteil des Hochaltars besteht aus dem Tabernakel, einem Gemälde und zwei Schnitzfiguren, deren jede von zwei blaugrünen Säulen flankiert wird. Darüber schwingt sich zwischen Voluten, nach oben schmäler werdend, der Oberteil hoch. Auf dem Tabernakel liegt das Buch mit den sieben Siegeln aus der Offenbarung des Johannes (Offb 5,1 ) und darauf das Lamm Gottes. In Pfunners signiertem Hauptbild verehren „alle Heiligen“ die Dreifaltigkeit. Links steht zwischen den Säulen der heilige Ulrich von Augsburg, über dem eine Putte als sein Attribut einen Teller mit zwei Fischen hält, rechts steht zwischen den Säulen der heilige Konrad von Konstanz, über dem eine Putte einen Kelch hält. Im Oberbild strahlt das Auge Gottes. In einer Kartusche darüber ist „SOLI DEO“ zu lesen, in einer Kartusche zwischen Haupt- und Oberbild „IN OMNIBUS SANCTIS HONOR ET GLORIA“, zusammen zu verstehen als „Gott allein in allen Heiligen Ehre und Ruhm“. Die blaugrüne Architektur oberhalb der goldenen Kapitelle der vier Säulen umspielen vier Putten und goldene Blüten, Blätter und Rocaillen von Fallers Hand.

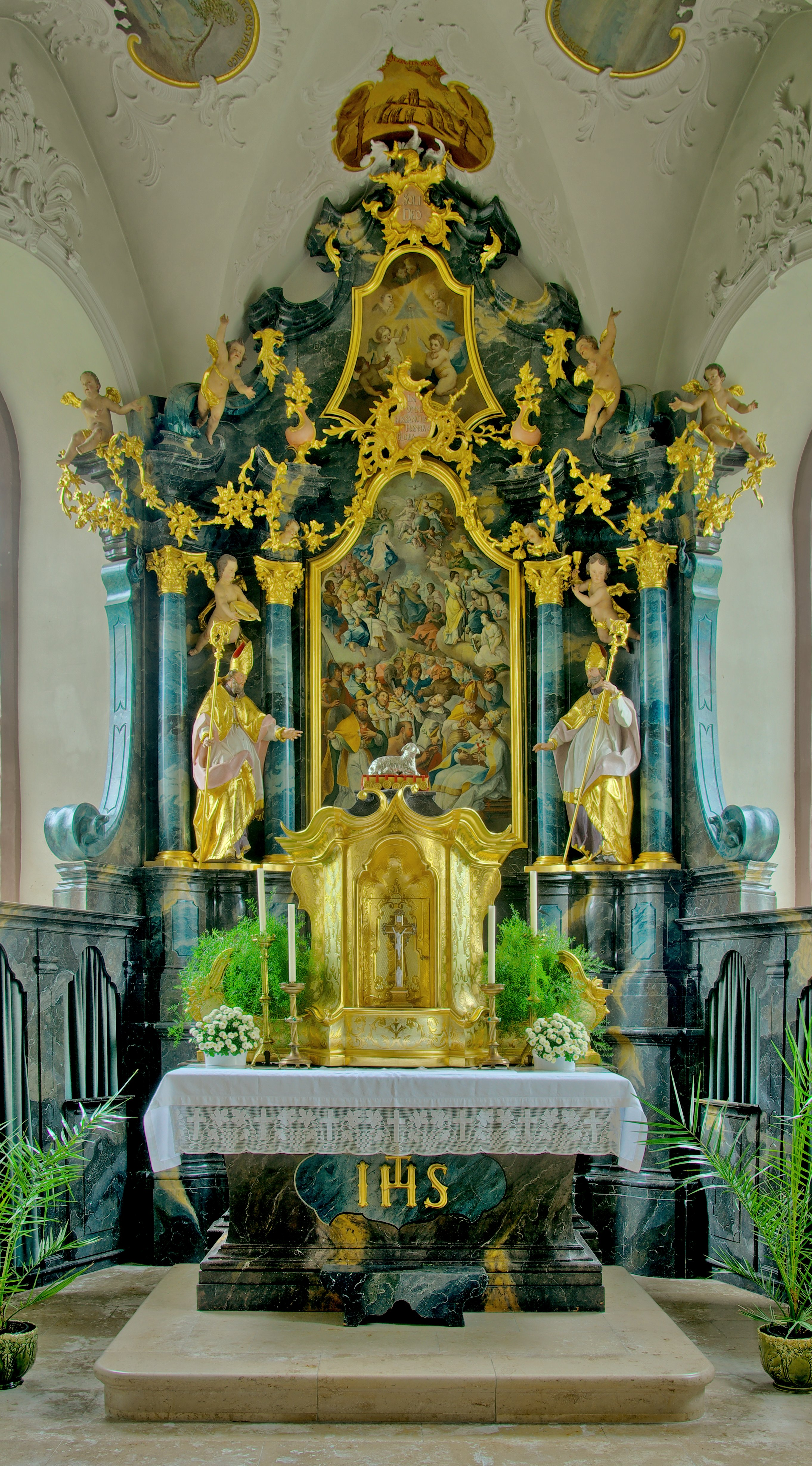
Hochaltar
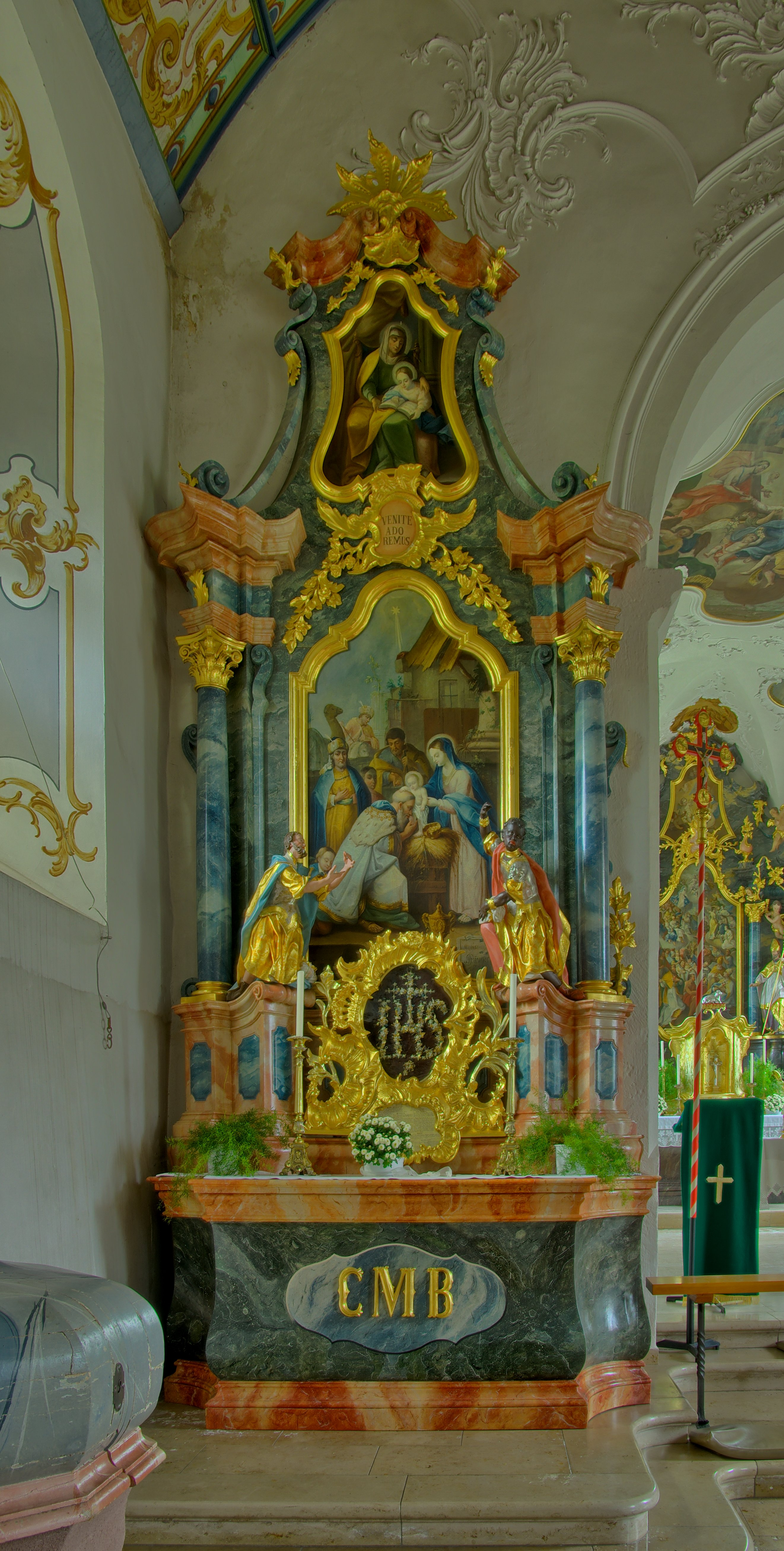
Linker Seitenaltar
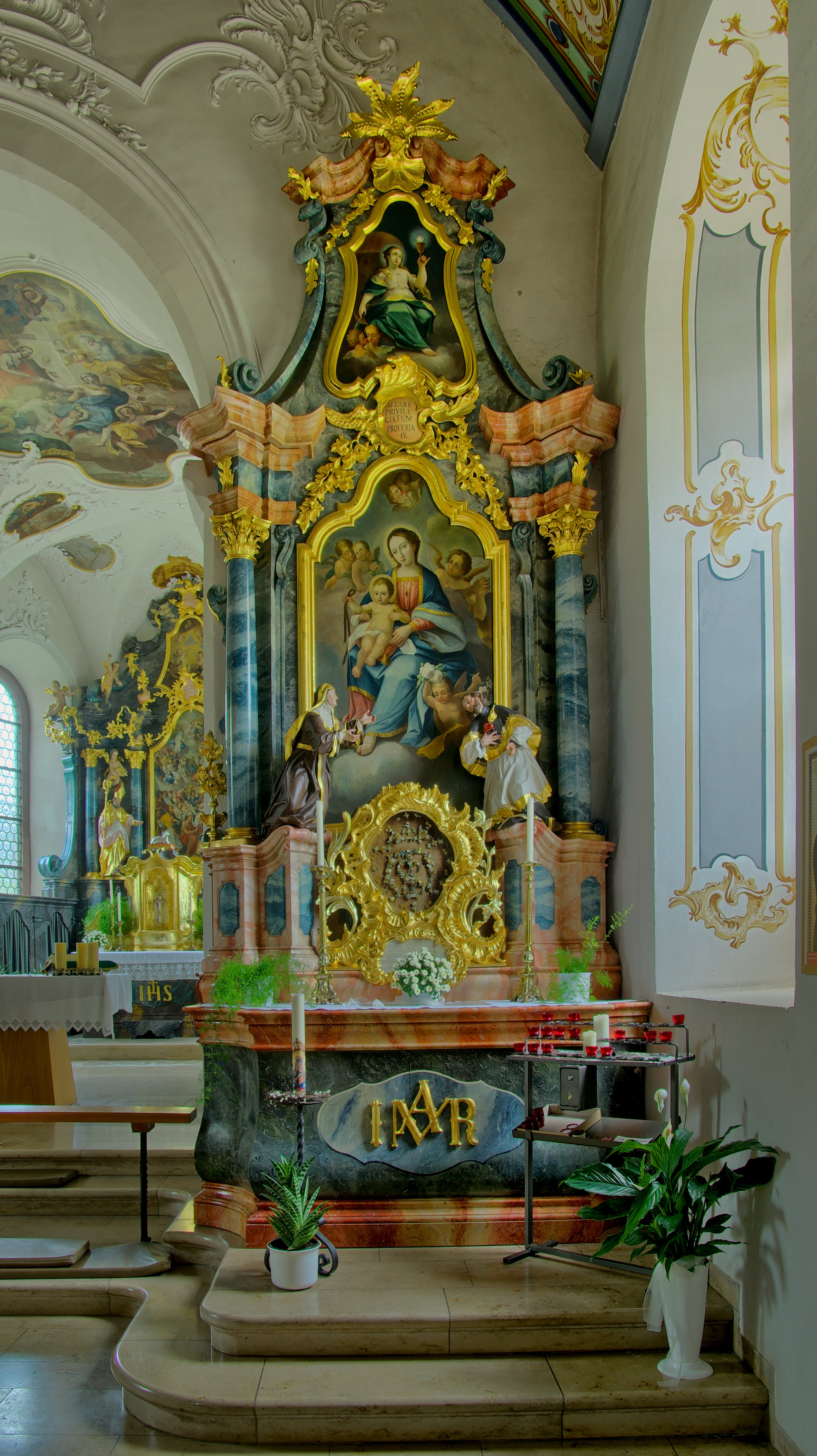
Rechter Seitenaltar
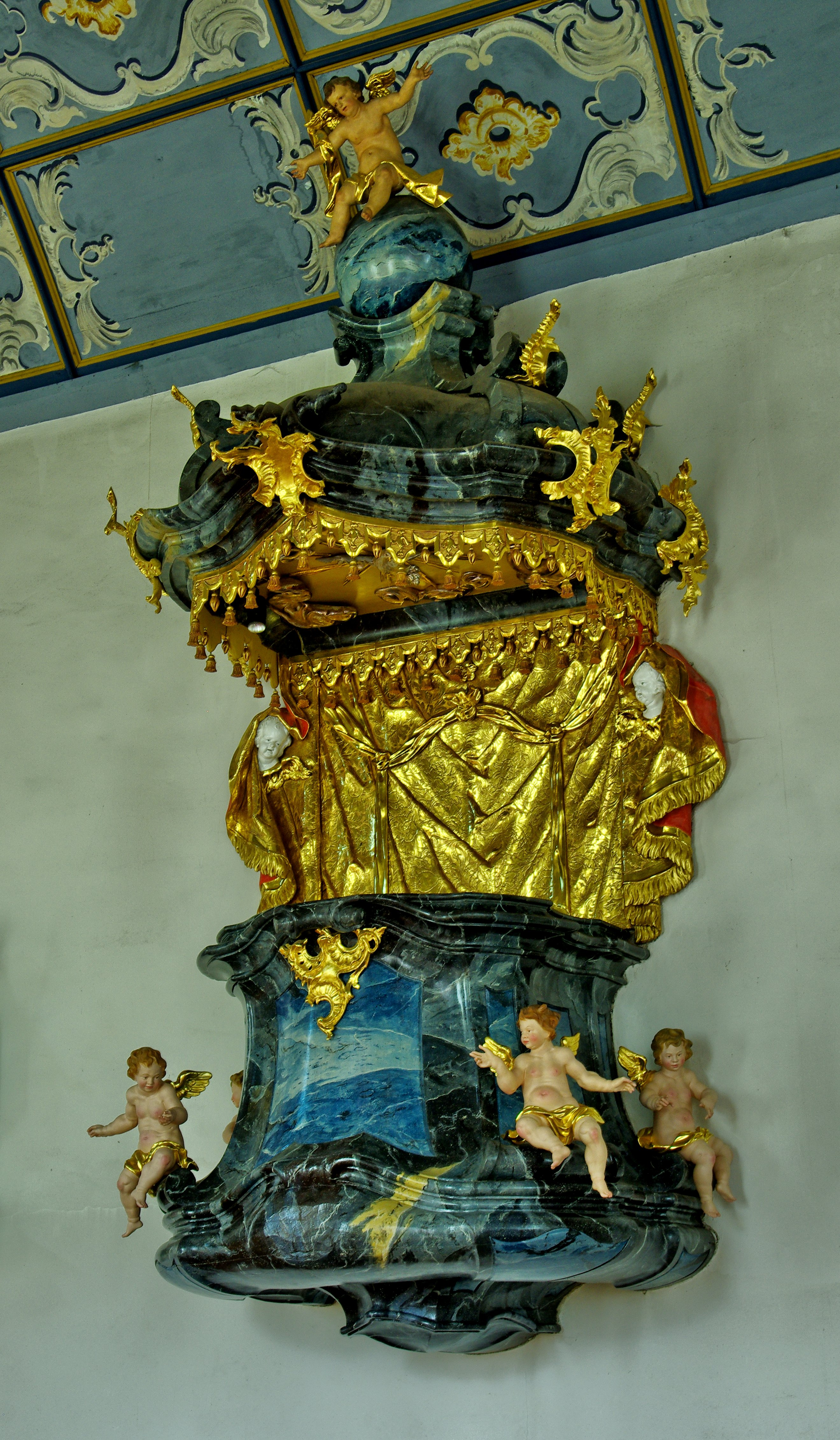
Kanzel
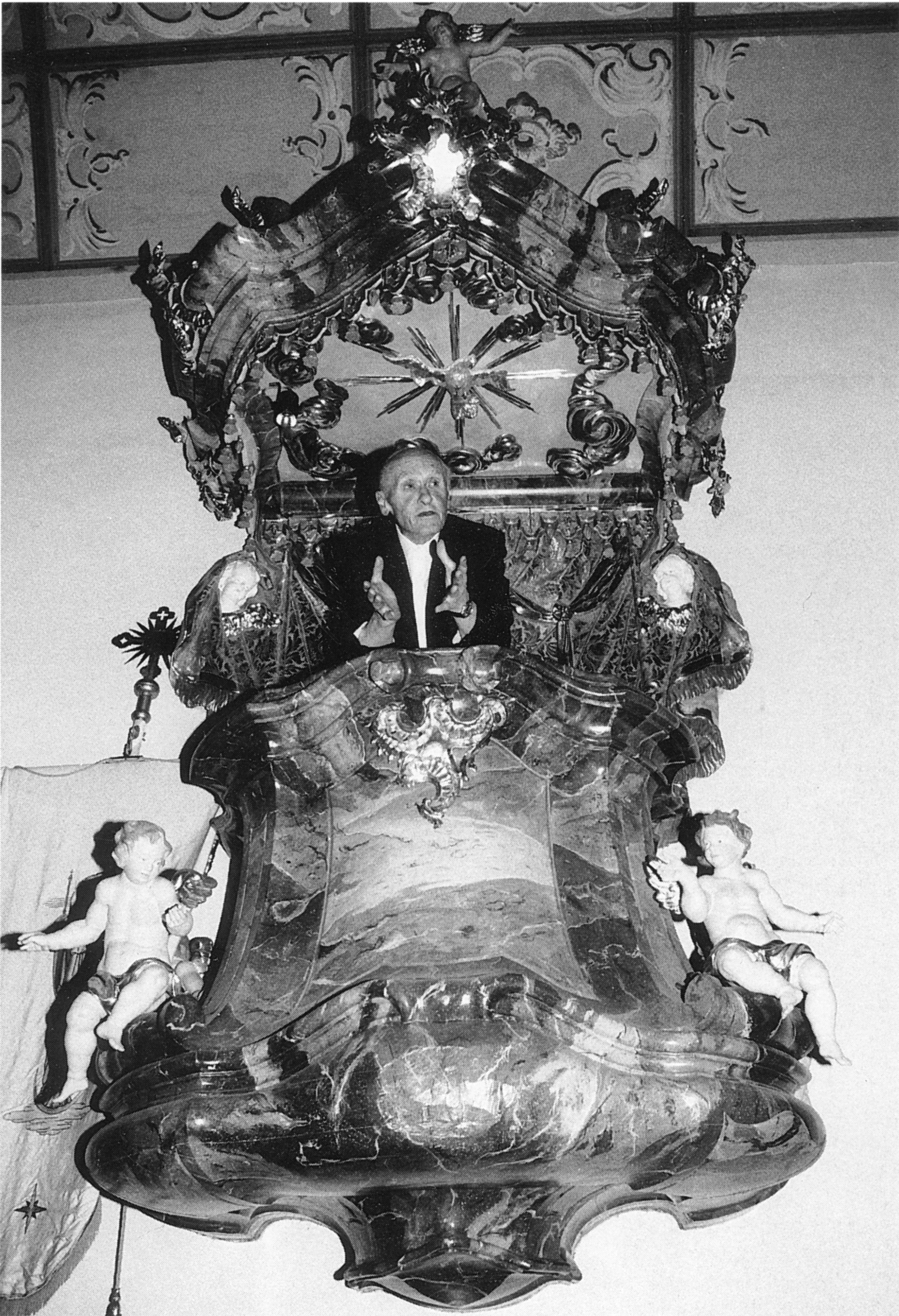
Kanzel mit Anton Schätzle, Uracher Pfarrer 1974–2007

Die beiden Seitenaltäre sind gleich aufgebaut. Der Hauptteil besteht über einem großen Tafelreliquiar aus einem Gemälde und zwei Schnitzfiguren, daneben je einer Säule. Der Oberteil besteht aus einem kleineren Gemälde zwischen Voluten.
Der linke Seitenaltar ist ein Dreikönigsaltar. Die Heiligen Drei Könige, eigentlich die drei Μάγοι, Weisen, reisten nach dem Matthäus-Evangelium von fern nach Betlehem (Mt 2 ). Weit reisten auch die Schwarzwälder Glas- und Uhrenhändler, und sie waren es vielleicht, die mit der Stiftung des Altars um Schutz baten. In Pfunners signiertem Hauptbild leuchtet der Stern von Betlehem über dem Stall, in dem einer der drei Weisen dem Kind Gold schenkt. Die beiden anderen Weisen hat Faller geschnitzt; der rechte ist, wie traditionell, als Mohr gegeben. Malerei und Skulpturen sind genau aufeinander abgestimmt. Im Oberbild unterrichtet die heilige Anna ihre Tochter Maria. Zwischen Haupt- und Oberbild steht in einer Kartusche „VENITE ADOREMUS“, „Kommt, lasst uns anbeten“.
Der rechte Seitenaltar, „Bruderschafts-Altar“, wurde von der „Maria-Trost-Bruderschaft“ gestiftet, die es vielerorts gab und die in Urach der Pfarrer Johann Caspar Brugger (Pfarrer von 1669 bis 1708) gegründet hatte. In den Marienbildern der Bruderschaft trägt das Jesuskind oft einen ledernen Gürtel in der Hand, so in der Marienkapelle der Freiburger Kirche St. Martin und so auch auf Pfunners signiertem Uracher Bild. Einen solchen Gürtel trugen die Angehörigen der Bruderschaft bei ihren Versammlungen. Rechts wird die Madonna von Fallers heiligem Augustinus mit einem flammenden Herzen als Attribut verehrt, links von der heiligen Monika, Augustinus’ Mutter. Augustinus war neben Maria ein zweiter Patron der Maria-Trost-Bruderschaften. Wie beim linken Seitenaltar sind Malerei und Skulpturen aufeinander abgestimmt. Das Oberbild zeigt die heilige Barbara von Nikomedien mit Kelch und Hostie sowie einem Schwert als Attributen. Die Kartusche trägt die Inschrift „ALTARE PRIVILEGIATUM PRO FERIA IV“; sie bezeichnet einen privilegierten Altar, mit dessen Benutzung unter bestimmten Bedingungen ein Ablass verbunden war.
An Fallers Kanzel spielen vier Putten. An der Hinterwand kaschiert eine vergoldete Stuck-Draperie die Tür, durch die die Kanzel von außen zugänglich ist.
Der Kreuzweg an der linken Schiffswand stammt von dem in Urach geborenen Bildhauer Wolfgang Kleiser (* 1936).